# Synagoge (Krnov)

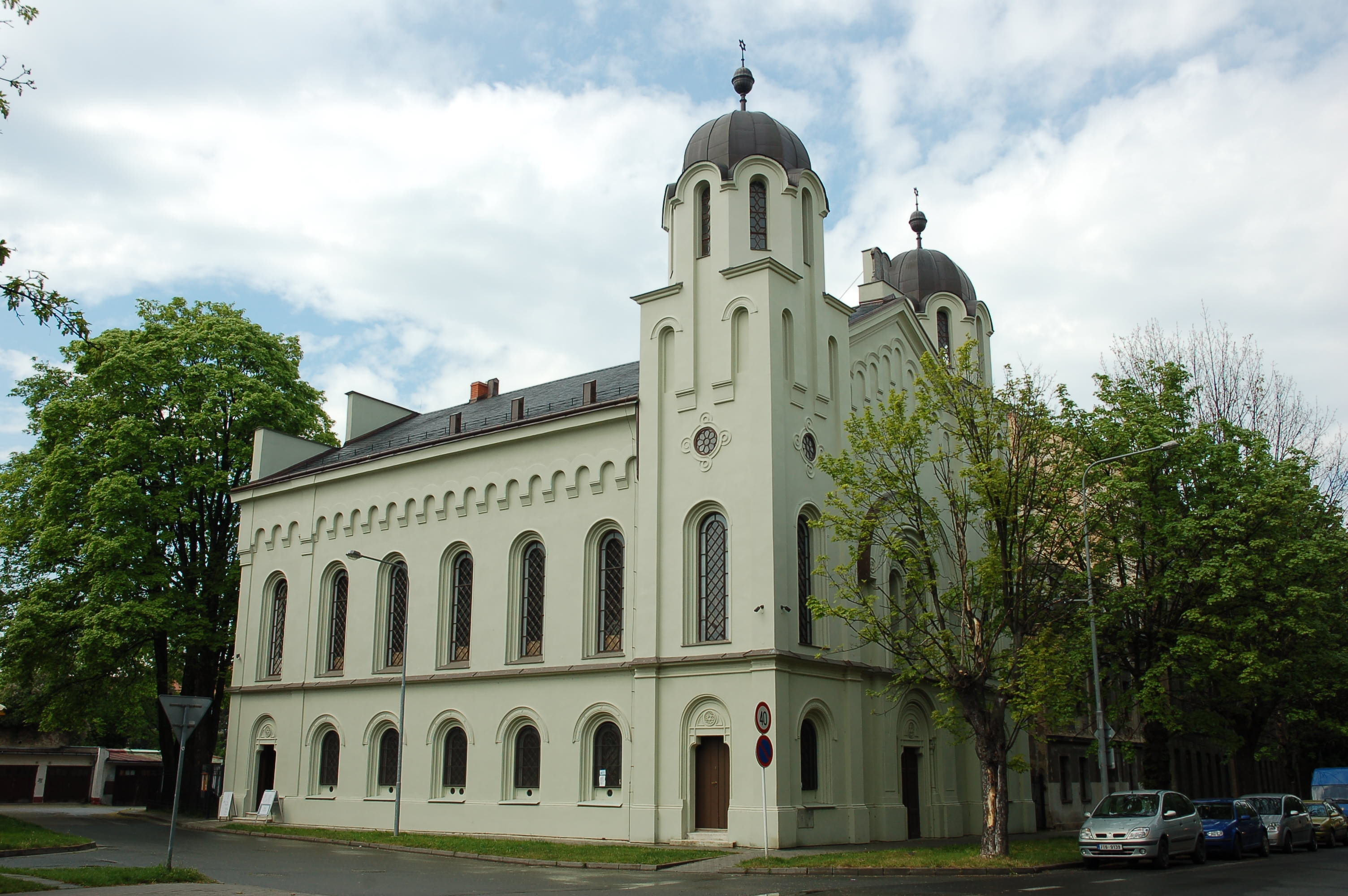
Synagoge in Krnov

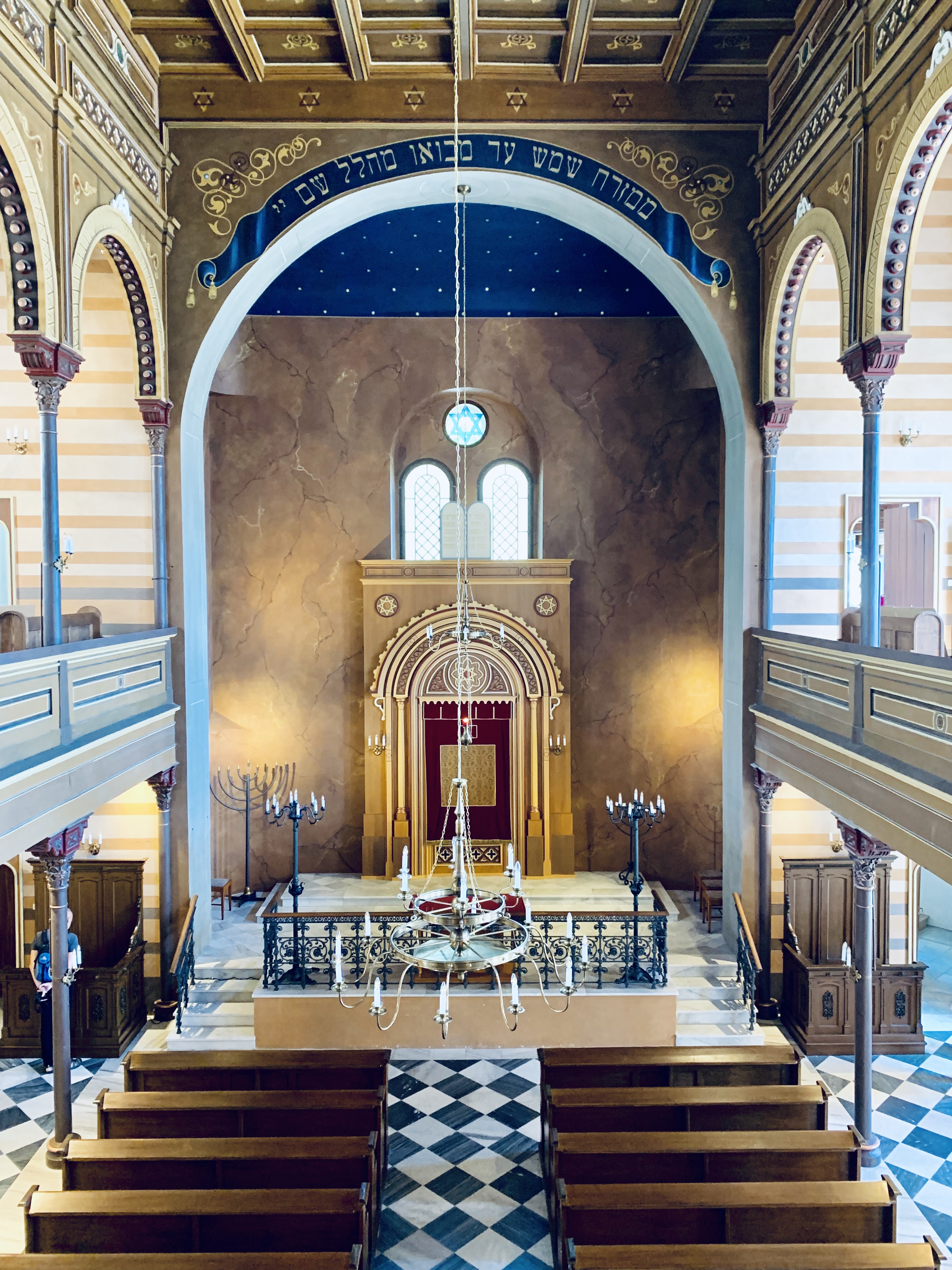
Innenansicht

Die Synagoge in Krnov (deutsch Jägerndorf),  einer tschechischen Stadt im Okres Bruntál der Region Mähren-Schlesien, wurde 1871 errichtet. Die Synagoge am ehemaligen Tempelring ist ein geschütztes Kulturdenkmal.

## Geschichte
Die Synagoge im neuromanischen Stil wurde nach Plänen des Architekten Ernst Latzel gebaut. Das Gebäude im Rundbogenstil mit zwei markanten Türmen ist ein repräsentativer Bau, der weithin sichtbar ist.
Anfang November 1938 wurde die Synagoge nach einem einstimmigen Stadtratsbeschluss, den der Bauunternehmer Franz Irblich (1905–1960) initiiert hatte, eilig zur Markthalle zweckentfremdet. Dies verhinderte die von der Reichsregierung in Berlin schon Ende Oktober 1938 in einer telefonischen Anweisung an Bürgermeister Oskar König geforderte Zerstörung des Gebäudes im Pogrom des 9. November 1938. Die Einrichtung wurde dabei demontiert und versteckt, aber nicht zerstört, die Kultgegenstände wie die Tora-Rollen wurden gerettet.
Nach 1945 diente die Synagoge zunächst als Lagerhalle, ab 1960 war in dem Gebäude das Archiv des Bezirks Bruntál (Freudenthal) untergebracht. Im Jahr 1994 wurde die Synagoge der jüdischen Gemeinde in Olmütz zugesprochen, aber zunächst weiter als Bezirksarchiv genutzt. Bei dem großen Hochwasser vom Juli 1997 wurde der Bau 1,20 Meter hoch überflutet und weiter beschädigt, die Substanz blieb aber intakt. 1999 erfolgte die Übereignung an die jüdische Gemeinde in Olmütz. In den folgenden Jahren wurde die Synagoge mit finanzieller Förderung der EU umfassend renoviert, wobei die wertvolle Inneneinrichtung mit Kassettendecke im maurisch-sephardischen Stil originalgetreu wiederhergestellt wurde.